# Bulbophyllum zamboangense
Bulbophyllum zamboangense là một loài phong lan thuộc chi Bulbophyllum.